# Conservatoire royal supérieur de musique de Madrid
Le Conservatoire royal supérieur de musique de Madrid (en espagnol, Real Conservatorio Superior de Música de Madrid) est une école de musique espagnole située à Madrid.

## Histoire
L'établissement est fondé par décret royal le 15 juillet 1830 sous le nom de conservatoire royal de musique et de déclamation Marie-Christine (Real Conservatorio de Música y Declamación de María Cristina), en l'honneur de la reine Marie-Christine, épouse de Ferdinand VII et grande amatrice de musique. 

## Siège
Abrité à l'origine dans un bâtiment situé sur la place des Mostenses (aujourd'hui dans la rue d'Isabelle la Catholique), le conservatoire est installé en 1852 dans le Théâtre royal, où il demeure jusqu'à ce que le bâtiment menaçant ruine soit fermé par ordre du roi en 1925. Pendant les soixante-cinq ans suivantes, l'école exerce ses activités dans divers lieux. Enfin depuis 1990, le conservatoire siège officiellement dans un immeuble restauré du XVIIIe siècle, occupé précédemment par l'hôpital royal San Carlos, entre le musée Reina Sofía et la rue d'Atocha.

## Disciplines enseignées
En 2007 les disciplines enseignées sont les suivantes : 
- Accordéon
- Chant A (Concert ou Oratorio)
- Chant B (Théâtre lyrique)
- Clavecin
- Composition
- Direction de chœur
- Direction d'orchestre
- Ethnomusicologie
- Flamenco A (Guitare flamenca)
- Flamenco  B (Flamencologie)
- Flûte à bec
- Guitare
- Harpe
- Instruments à cordes frottées
- Instruments à cordes pincées de la Renaissance et Baroques
- Instruments de la musique antique
- Instruments de la musique traditionnelle et populaire
- Instrument à cordes pincées
- Instruments à vent : bois
- Instruments à vent : cuivres
- Jazz
- Musicologie
- Orgue Hammond
- Percussion
- Piano
- Saxophone
- Viole de gambe

Elles sont fixées depuis par le BO de Madrid du 27 août 2010.

## Élèves
Élèves célèbres du conservatoire :
- Joaquín Achúcarro
- Pedro Albéniz
- Ataúlfo Argenta
- La Argentina (danseuse)
- Emilio Arrieta
- Teresa Berganza
- Tomás Bretón
- Jorge Cardoso
- Pablo Casals
- Ruperto Chapí
- Miguel Ángel Coria
- José Cubiles
- Manuel de Falla
- Maria Galvany
- Antón García Abril
- Luis Antonio García Navarro
- Manuel Gómez (1859–1922)
- Cristóbal Halffter
- Ana Higueras
- Ricardo Llorca
- Fernando Malvar-Ruiz
- Jaime Mendoza-Nava
- María José Montiel
- Luis de Pablo
- Manuel Quiroga Losada
- María Rodrigo
- Miguel Roig-Francolí
- Amadeo Roldán
- Gonzalo Soriano
- Mauricio Sotelo
- Joaquín Turina